# 慈孝兼完坊
慈孝兼完坊，位于山东省济宁市市中区济宁，是中华人民共和国全国重点文物保护单位之一。
2006年12月7日，公布为山东省文物保护单位，2013年5月公布为全国重点文物保护单位，是一座古建筑。